# Schizothyrioma aterrimum
Schizothyrioma aterrimum är en svampart som först beskrevs av Petter Adolf Karsten, och fick sitt nu gällande namn av L. Holm 1971. Enligt Catalogue of Life ingår Schizothyrioma aterrimum i släktet Schizothyrioma, ordningen disksvampar, klassen Leotiomycetes, divisionen sporsäcksvampar och riket svampar, men enligt Dyntaxa är tillhörigheten istället släktet Schizothyrioma, familjen Dermateaceae, ordningen disksvampar, klassen Leotiomycetes, divisionen sporsäcksvampar och riket svampar. Arten är reproducerande i Sverige. Inga underarter finns listade i Catalogue of Life.